# Парадокс чисельності і біомаси
Парадокс чисельності і біомаси (грец. paradoxos — несподіваний, дивний) полягає в тому, що при дослідженнях природних екосистем дані щодо чисельності популяцій призводять до перебільшення значення дрібних організмів, а дані щодо біомаси — до перебільшення ролі великих організмів; отже, ці критерії непридатні для порівняння функціональної ролі популяцій, що сильно розрізняються щодо відношення інтенсивності метаболізму до розміру особин, хоча, як правило, біомаса — більш надійний критерій, ніж чисельність. Водночас потік енергії (тобто продукція біомаси плюс дихання) служить більш відповідним показником для порівняння будь-якого компонента з іншим і всіх компонентів екосистеми між собою.